# احمد عبدالحلیم
احمد عبدالحلیم (عربی: أحمد عبد الحليم عبد السلام الزغير؛ زادهٔ ۱۴ سپتامبر ۱۹۸۶) بازیکن فوتبال اهل اردن است.
از باشگاه‌هایی که در آن بازی کرده است می‌توان به باشگاه ورزشی الوحدات و باشگاه ورزشی شباب الخلیل اشاره کرد.
وی همچنین در تیم‌های ملی فوتبال زیر ۲۳ سال اردن و اردن بازی کرده است.